# Lucien Dolquès
Lucien L. Dolquès (né le 27 février 1905 à Aspiran et décédé le 17 juillet 1977 à La Motte-Servolex) est un athlète français spécialiste du 5 000 mètres. Il était affilié au Métropolitain Club Colombes.

## Biographie

### Palmarès
| Date | Compétition                    | Lieu             | Résultat | Épreuve          | Performance   |
| ---- | ------------------------------ | ---------------- | -------- | ---------------- | ------------- |
| 1924 | Jeux olympiques d'été          | Paris            | 7e       | 5 000 mètres     | 15 min 33 s 0 |
| 1924 | Jeux olympiques d'été          | Paris            | 3e       | Cross par équipe | 20 pts        |
| 1925 | Championnat de France de cross | Maisons-Laffitte | 1er      | Cross-country    |               |

### Records
| Épreuve      | Performance   | Lieu | Date |
| ------------ | ------------- | ---- | ---- |
| 5 000 mètres | 15 min 13 s 2 |      | 1926 |